# Genova Brignole
Genova Brignole (wł.: Stazione di Genova Brignole) – jedna z najważniejszych stacji kolejowych w Genui, w regionie Liguria, położona na Piazza Verdi. Posiada 5 peronów.
W zakresie ruchu pasażerskiego obsługuje około 60 tys. użytkowników dziennie oraz 22 mln rocznie. W kategoryzacji stacji RFI posiada kategorię złotą.

## Historia
Pomysł drugiej stacji kolejowej w Genui został wyrażony przy okazji wystawy światowej w 1905, zaś projekt został przedstawiony w 1902. Opisywał on budynek dla podróżnych o długości 105 m, w trzech częściach złożonych w centralnej osi symetrii.
Budynek został ukończony w roku 1905. Architektura zawiera podstawy francuskiej szkoły romantycznej, wzbogacone o duże motywy dekoracyjne z pilastrami. Filar i ramki do pierwszego piętra są wykonane z białego granitu. Front w rzymskim stylu, z widokiem na Via Verdi, zdobiony sztukaterią z kamienia wydobywanego z Montorfano; ściany pomieszczeń są ozdobione freskami autorstwa De Servi, Berroggio i Grifo. Jednostka centralna z elewacji jest zdominowana przez duże rzeźby, całe opatrzone godłem krajowym, z rzeźbami gryfów, polichromią z czerwonym krzyżem na białym tle oraz koroną, w której umieszczony jest rzymski bóg Janus.
Stacja jest zbudowana na kilku poziomach:
- podziemne piętro zajmowane jest przez elektrociepłownię, składy i winnice w służbie restauracji i mieszkań;
- na poziomie drogowym utworzona została infrastruktura związana z podróżą i sprzedażą biletów, obiekty i biura FS;
- na piętrze znajdują się restauracja, salonik oraz biura lokalne FS;
- na górze znajdują się biuro FS i mieszkania.

Stacja została włączona w program rewitalizacji głównych włoskich dworców kolejowych Grandi Stazioni, spółki kontrolowanej przez Ferrovie dello Stato.
Po północnej stronie stacji znajduje się końcowa stacja jedynej linii metra.

## Galeria

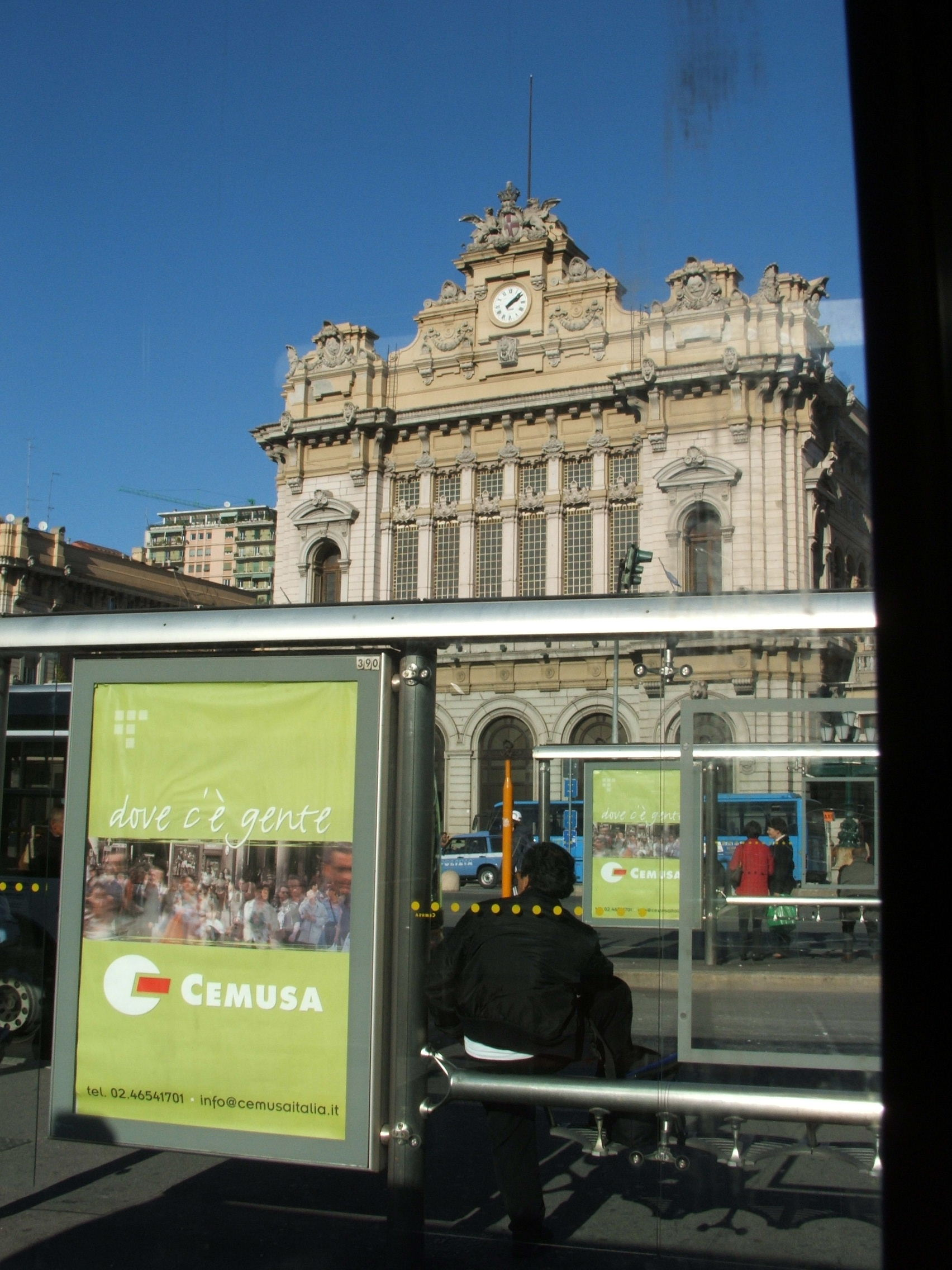
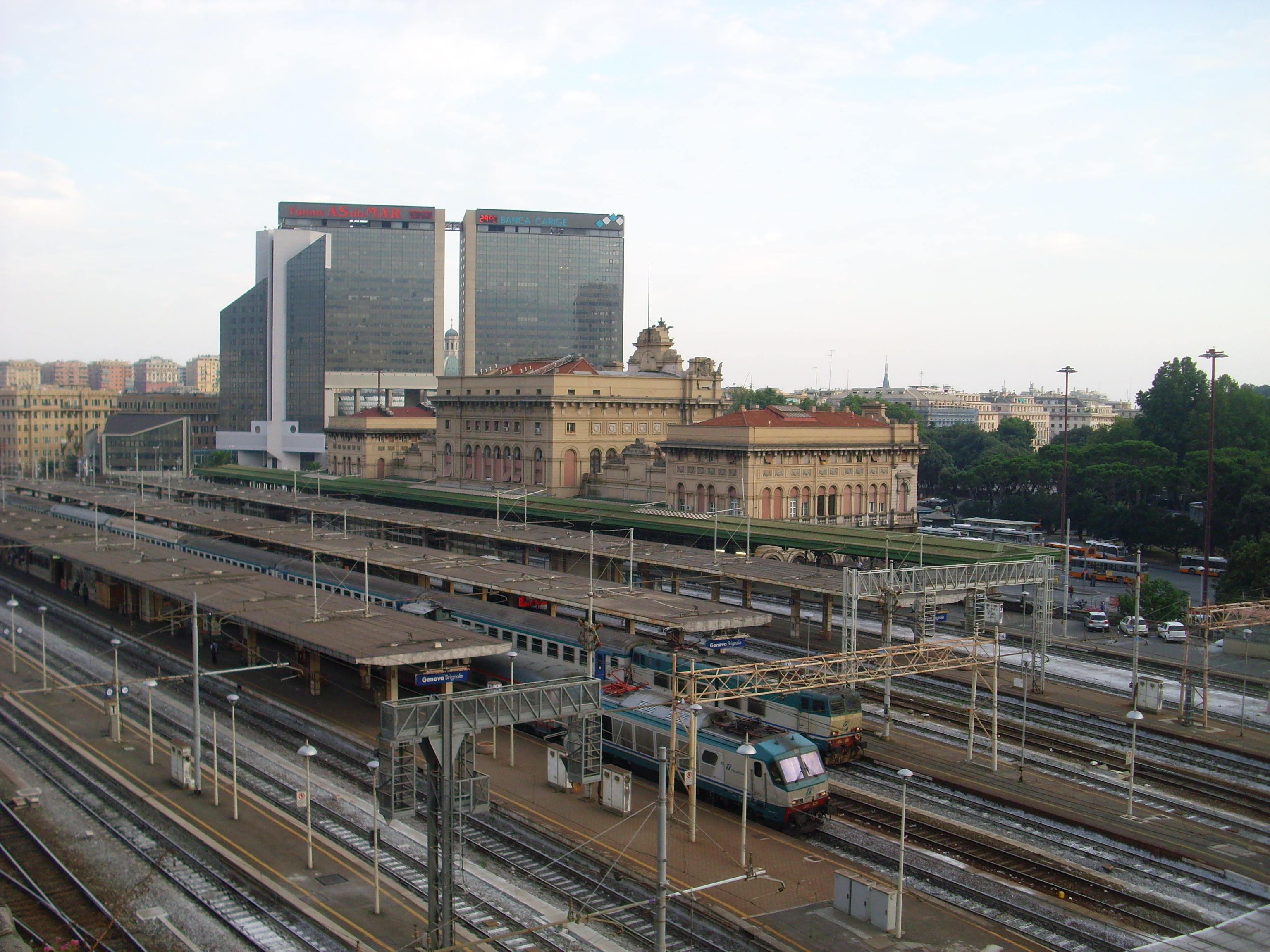